# Descanso (Californie)
Descanso est une census-designated place du comté de San Diego, dans l'État de Californie, aux États-Unis,. En 2020, elle compte une population de 1 499 habitants.